# Frasseto
Frasseto (en idioma corso Frassetu) es una comuna francesa del departamento de Córcega del Sur, en la colectividad territorial de Córcega.

## Demografía
| 122 | 178 | 129 | 64 | 67 | 82 | 117 | 126 | 118 |
| Para los censos de 1962 a 1999 la población legal corresponde a la población sin duplicidades (Fuente: INSEE [Consultar]) |     |     |    |    |    |     |     |     |